# Grand Street (Manhattan)
Pour les articles homonymes, voir Grand Street.
Grand Street est une rue de New York. 

## Situation et accès
Cette voie du quartier de Lower East Side, dans l'arrondissement de Manhattan, est parallèle à Delancey Street et s'étend du quartier de Little Italy à l'East River. 
Grand Street est très liée à la communauté juive ce qui explique que la plupart des grands commerces de la Lower East Side gérés par des juifs sont situés sur Grand Street. La rue est en outre desservie par les lignes B et D du métro de New York, accessibles depuis la station Grand Street.

## Historique
Elle faisait partie des terres de James De Lancey Jr. (en). Lorsque sa sœur Ann épousa le juge Thomas Jones (en), il leur donna un domaine de deux acres connu sous le nom de « Mount Pitt », près du site des actuelles Pitt Street et Grand Street. C'était alors l'un des points naturels les plus élevés de l'île de Manhattan. Au début de 1776, une redoute circulaire y fut construite, où le général Joseph Spencer (en) établit une batterie qui fut capturée par les Britanniques qui la renommèrent Jones Hill Fort.

## Bâtiments remarquables et lieux de mémoire
Le Cooperative Village couvre plusieurs blocks à l'extrémité est de la rue, à proximité du Williamsburg Bridge. Parmi les autres bâtiments célèbres de la ville, on retrouve le siège du New York City Police Department (NYPD), ou encore la Bialystoker Synagogue. 